# Городище (посёлок, Рузский городской округ)
Городище — посёлок (ранее - деревня) сельского поселения Волковское Рузского района Московской области. Население — 66 чел. (2010).

## География
Поселок расположен на северо-востоке района, примерно в 25 километрах северо-восточнее Рузы, на берегу реки Озерна. Высота центра над уровнем моря 206 м. Ближайшие населённые пункты — деревня Варвариха, поселок Брикет.

## Название
Название происходит от термина городище — «место, где был город». Деревни с названием Городище возникали на остатках городов.
Согласно "Малому энциклопедическому словарю Брокгауза и Ефрона" название городище распространено в славянских странах на местах бывших городов, замков, святилищ или укреплений.

## История
На территории поселка и в его окрестностях обнаружено 7 стоянок первобытного человека (эпоха палеолита, мезолита, неолита). Первые постоянные поселения датируются эпохой мезолита. 

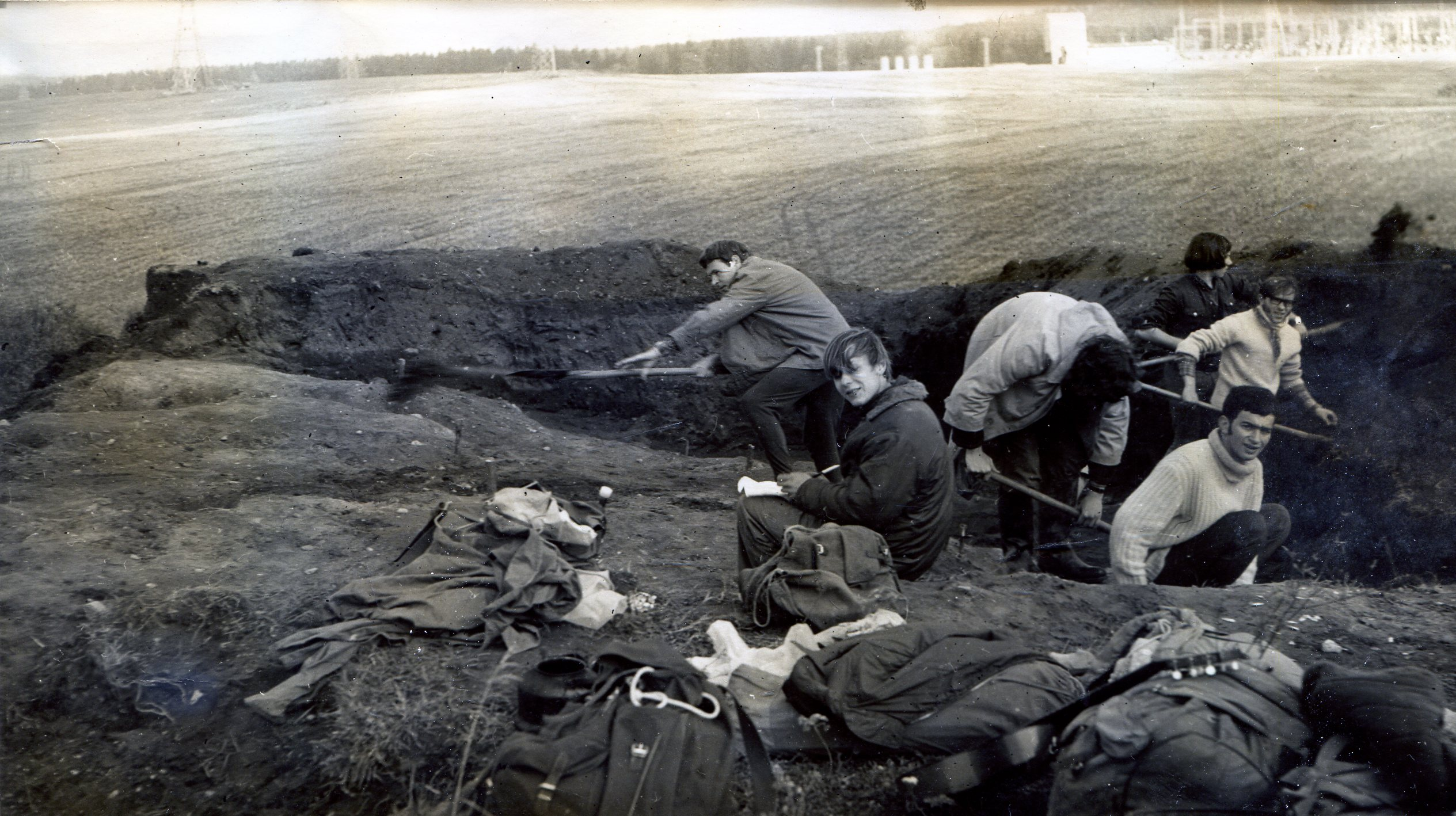
Экспедиция Московского областного краеведческого музея. Раскопки Тростенского городища (Рузский район), 1973 г.

Упоминается в Писцовой книге Московского государства 1592-1593 гг. под названием - Деревня Болшое Городище (Звенигородский уезд, стан Тросенский).
На "Плане окрестностей Анофриева монастыря" XVII в., а также на "Чертеже местности у Тростенского озера в Рузском и Звенигородском уездах" (1672 г.) Городище отсутствует.
На карте Московской губернии 1766-1768 годов имеет название - Городищи. По данным межевания от 01.06.1768 (межевал Александр Языков) деревня насчитывала 42 души.
С 1774 года в составе Рузского уезда Московской губернии. На географической карте Московской провинции Горихвостова имеет название - Городня. 

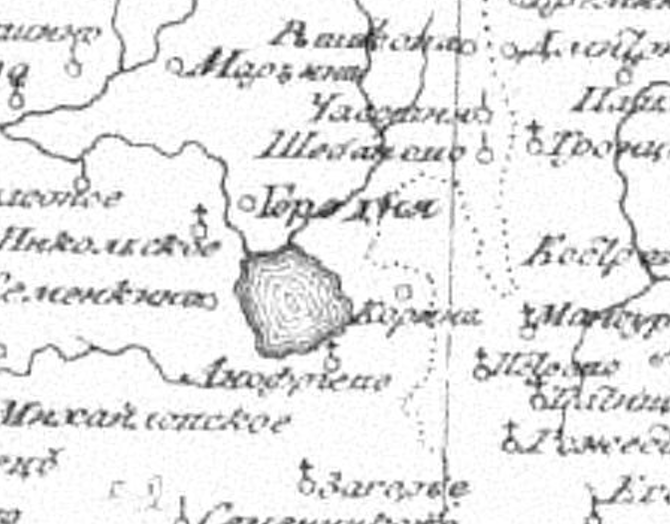
Деревня Городня (Городище). Российский атлас из сорока четырех карт состоящий и на сорок на два наместничества Империю разделяющий» (1792 г.)

В 1852 году население деревни насчитывало 224 человека (21 двор).
В 1859 году население деревни (имела статус владельческой деревни) насчитывало 230 человек (16 дворов).
В 1890 году деревня занимала 12-е место по численности населения в Рузском уезде - 319 человек.
В 1899 году в деревне насчитывался 361 человек.
В 1913 году насчитывалось 62 двора. В деревне работало 2 чайных лавки.
В 1926 году деревня входила в состав Никольской волости Никольского сельсовета Воскресенского уезда. В населенном пункте насчитывалось 75 крестьянских хозяйств и 1 прочее. Общее население деревни составило 338 человек.
В 1941 году 20-26 ноября во время Великой Отечественной войны деревня подверглась оккупации со стороны немецких войск. 17 декабря 1941 года деревня была освобождена от немецких захватчиков, в деревне располагался один из командных пунктов 18-й стрелковой дивизии.
Во второй половине XX века Военно-охотничьем обществом Московского военного округа была создана рыболовная база. Из Городищенской базы, расположенной на некотором удалении от озера, к водоёму вёл узкий канал. Фактически, база перстала функционировать с распада Советского Союза. Окончательно ликвидирована была в 2006 году. Кроме собственно Тростенского озера эта база обслуживала девять небольших водоёмов, созданных на месте бывших торфоразработок возле посёлка Брикет в 4 км к северо-западу от озера.
До 2006 года Городище входило в состав Никольского сельского округа.
До 2017 года являлось частью сельского поселения Волковское.
С 2017 года в составе Рузского городского округа.
С 2018 года получил статус - поселок (ранее - деревня).

## Экономика
На территории поселка располагается электрическая подстанция (ПС) № 151 "Шмелёво" 220/35/6 кВ, объект Московского предприятия магистральных электрических сетей Центра ОАО "ФСК ЕЭС".

## Население
| 2002 | 2006 | 2010 |
| ---- | ---- | ---- |
| 88   | ↘74  | ↘66  |

## Известные уроженцы
Сергей Дмитриевич Берёзкин (1923—1988) — старшина Рабоче-крестьянской Красной Армии, участник Великой Отечественной войны, Герой Советского Союза (1945).

## Дополнительная информация
На территории поселка располагаются остатки древнего поселения, чей культурный слой был разрушен песчаным карьером в 1960-х гг. При раскопках обнаружены остатки бревенчатой стены на краю поселения, наземные хозяйственные и жилые постройки, обломки древнерусской (XIII в.) гончарной керамики, обрывки кольчуги, шпоры, медная позолоченная накладка с эмалью, крест, замки, ключи, стеклянные браслеты и пр. Культурный слой принадлежит эпохе железного века (дьяковская культура). Часть экспонатов представлено в Музейно-выставочном комплексе Московской области "Новый Иерусалим".